# Água Boa (Minas Gerais)
Pour les articles homonymes, voir Água Boa.
Água Boa est une municipalité brésilienne de l'État du Minas Gerais et la microrégion de Peçanha.